# 金英雄
金英雄（韓語：김영웅，1971年2月20日—），韓國男演員。

## 演出作品

### 電視劇
- 2008年：SBS《一枝梅》
- 2008年：MBC《貝多芬病毒》
- 2009年：MBC《朋友，我們的傳說》
- 2014年：JTBC《宥娜的街》飾演 卞七福
- 2014年：LINE TV《好日子》
- 2015年：JTBC《親愛的恩東啊》飾演 導演
- 2015年：JTBC《LAST》飾演 裴中士
- 2015年：SBS《Remember－兒子的戰爭》飾演 郭韓秀
- 2016年：MBC《Monster》飾演 延亨久
- 2016年：MBC《给予幸福的人》 饰演 姜大尚
- 2017年：MBC《君主－假面的主人》飾演 曹泰浩
- 2017年：SBS《再次相遇的世界》饰演 放债者
- 2017年：MBC《Two Cops》飾演 朴東奇
- 2018年：KBS2《Lovely Horribly》 饰演 李刑警
- 2018年：MBC《檢法男女》飾演 楊秀東
- 2019年：MBC《檢法男女2》飾演 楊秀東
- 2020年：OCN《如实陈述》飾演 姜山植
- 2021年：tvN《黑道律師文森佐》飾演 朴錫道
- 2021年：JTBC《Undercover》飾演 地鐵站長
- 2021年：tvN《Happiness》飾演 高世奎
- 2021年：KBS2《Drama Special-Between》饰演 制作公司代表
- 2022年：ENA《具必秀不在》飾演 盧日南
- 2022年：JTBC《The Empire：法之帝国》 饰演 黄勇智
- 2023年：MBC《木偶的季節》飾演 宗植
- 2023年：tvN《九尾狐傳1938》飾演 幸運神
- 2024年：Netflix《末日愚者》饰演 金大韩
- 2024年：Xclusive《BEGINS ≠ YOUTH》 饰演 金成勋
- 2024年：SBS《好搭档》 饰演 金昌燮
- 2024年：tvN《假釋審查官李漢信》飾演 孫應俊
- 2025年：TVING《流氓读书会》饰演 金世贤的父亲（特别出演）
- 2025年：Netflix《我們的浪漫電影》飾演 朴常息
- 2025年：Netflix〈苦尽柑来遇见你》饰演 釜山旅社男主人（特别出演）
- 2025年：KBS2《我奪走了公爵的初夜》飾演 趙炳武
- 2025年：tvN《瑞草洞》飾演 具東均
- 2025年：SBS《TRY：我们成为奇迹》

### 電影
- 1999年：《间谍李哲镇》饰演 出租车司机（特别出演）
- 2000年：《事在人为》饰演 盲人
- 2006年：《死生決斷》饰演 警察
- 2006年：《九尾狐家族》饰演 记者
- 2007年：《外遇的好日子》饰演 警察同事
- 2008年：《我的新拍檔》饰演 釜山警察
- 2008年：《美人圖》饰演 绸缎店老板
- 2009年：《執刑者的告白》饰演 崔老师
- 2010年：《食客：泡菜戰爭》饰演 阿诺德
- 2010年：《义兄弟》饰演 楼梯上被枪击的要员
- 2010年：《不良男女》饰演 瑞草警察局刑警
- 2010年：《我们身边的犯罪》饰演 朴警官
- 2012年：《神偷大劫案》饰演 对面建筑的刑警
- 2012年：《創可貼》
- 2013年：《南方大作戰》饰演 都允泰
- 2013年：《男人使用說明書》饰演 摄影导演
- 2014年：《海霧》饰演 吉洙
- 2014年：《我的獨裁者》饰演 超市老板
- 2015年：《那个家伙》饰演 万哲
- 2016年：《潘多拉》饰演 黄氏
- 2018年：《暗数杀人》饰演 郑奉
- 2020年：《盗墓同盟》饰演 年轻时期的尚吉
- 2022年：《空氣殺人》饰演 张教授
- 2022年：《闲山：龙的出现》饰演 郑谈
- 2023年：《当我们的爱成为香气》饰演 罗店长
- 2024年：《犯罪都市4》饰演 万社长
- 2024年：《要做的事》（해야 할 일）饰演 裴浩根

## 外部連結
- 金英雄的Instagram帳戶
- 金英雄在NAVER上的资料
- 金英雄在韩国电影数据库（KMDb）上的資料（韓語）
- 金英雄在互联网电影资料库（IMDb）上的資料（英文）